# Cyclura
Cyclura – rodzaj jaszczurek z rodziny legwanowatych (Iguanidae).

## Zasięg występowania
Rodzaj obejmuje gatunki występujące na Antylach (Kuba, Kajmany, Jamajka, Turks i Caicos, Haiti, Dominikana, Portoryko, Brytyjskie Wyspy Dziewicze i Wyspy Dziewicze Stanów Zjednoczonych) i Bahamach.

## Systematyka

### Etymologia
- Cyclura: gr. κυκλος kuklos „okrąg, koło”; ουρα oura „ogon”[6].
- Metopoceros: gr. μετωπον metōpon „czoło”, od μετα meta „pomiędzy”; ωψ ōps, ωπος ōpos „oko”[7]; κερας keras, κερατος keratos „róg”[8]. Typ nomenklatoryczny: Lacerta cornuta Bonnaterre, 1789.
- Aloponotus: αλοπος alopos „pozbawiony łusek”; -νωτος -nōtos „-tyły, -grzbiety”, od νωτον nōton „tył, grzbiet”[3]. Typ nomenklatoryczny: Aloponotus ricordii Duméril & Bibron, 1837.

### Podział systematyczny
Do rodzaju należą następujące gatunki:
- Cyclura carinata Harlan, 1824
- Cyclura collei Gray, 1845
- Cyclura cornuta (Bonnaterre, 1789) – legwan nosorogi[9]
- Cyclura cychlura (Cuvier, 1829)
- Cyclura lewisi Grant, 1941
- Cyclura nubila (Gray, 1831) – legwan kubański
- Cyclura onchiopsis (Cope, 1885)
- Cyclura pinguis Barbour, 1917
- Cyclura ricordi (Duméril & Bibron, 1837)
- Cyclura rileyi Stejneger, 1903
- Cyclura stejnegeri Barbour & Noble, 1916